# Палисејд (Небраска)
Палисејд (енгл. Palisade) град је у америчкој савезној држави Небраска.

## Демографија
По попису из 2010. године број становника је 351, што је 35 (-9,1%) становника мање него 2000. године.
| Група             | 2000.       | 2010.       |
| Белци             | 372 (96,4%) | 347 (98,9%) |
| Афроамериканци    | 1 (0,3%)    | 0 (0,0%)    |
| Азијати           | 0 (0,0%)    | 0 (0,0%)    |
| Хиспаноамериканци | 3 (0,8%)    | 0 (0,0%)    |
| Укупно            | 386         | 351         |